# 上片桐駅
上片桐駅（かみかたぎりえき）は、長野県下伊那郡松川町上片桐にある、東海旅客鉄道（JR東海）飯田線の駅である。

## 歴史

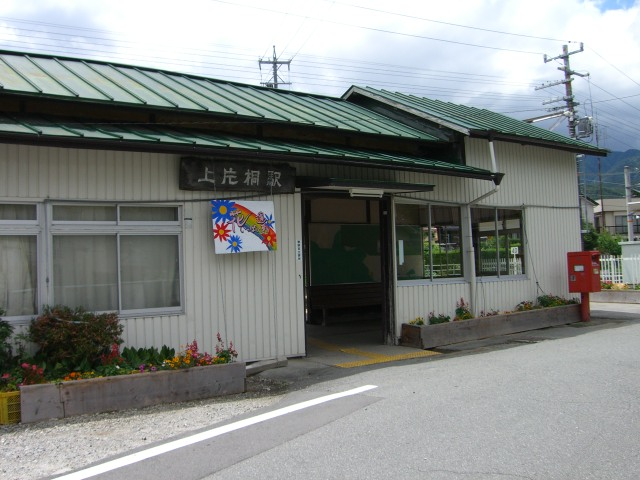
旧駅舎（2008年6月）

- 1920年（大正9年）11月22日：伊那電気鉄道高遠原駅 - 当駅間延伸時に終着駅（一般駅）として開設[1][2][3]。
- 1922年（大正11年）7月13日：伊那電気鉄道が伊那大島駅まで延伸、途中駅となる。[3]
- 1943年（昭和18年）8月1日：伊那電気鉄道線が飯田線の一部として国有化、鉄道省（後の日本国有鉄道）の駅となる[2][4]。
- 1971年（昭和46年）12月1日：荷物・専用線発着を除く貨物取扱廃止[2]。
- 1987年（昭和62年）4月1日：国鉄分割民営化に伴い、JR東海・JR貨物に移管[2][5]。
- 1994年（平成6年）3月1日：無人駅化。
- 1996年（平成8年）3月：貨物列車発着が消滅[1]。
- 1997年（平成9年）11月1日：JR貨物の駅（車扱貨物取扱）が廃止[2]。
- 2009年（平成21年）2月：駅舎建替えを実施、鉄骨製となる[1]。

## 駅構造
相対式ホーム2面2線を有し、列車交換可能な地上駅。伊那市駅管理の無人駅。
かつては、駅北側に日本セメント（現・太平洋セメント）上片桐サービスステーションセメント荷役設備があり、そこまで専用線が当駅から伸びていた。それらは1996年（平成8年）3月に使用されなくなり、後に撤去された。

### のりば
| 番線 | 路線      | 方向 | 行先             |
| ---- | --------- | ---- | ---------------- |
| 1    | CD 飯田線 | 上り | 飯田・天竜峡方面 |
| 2    | CD 飯田線 | 下り | 辰野方面         |

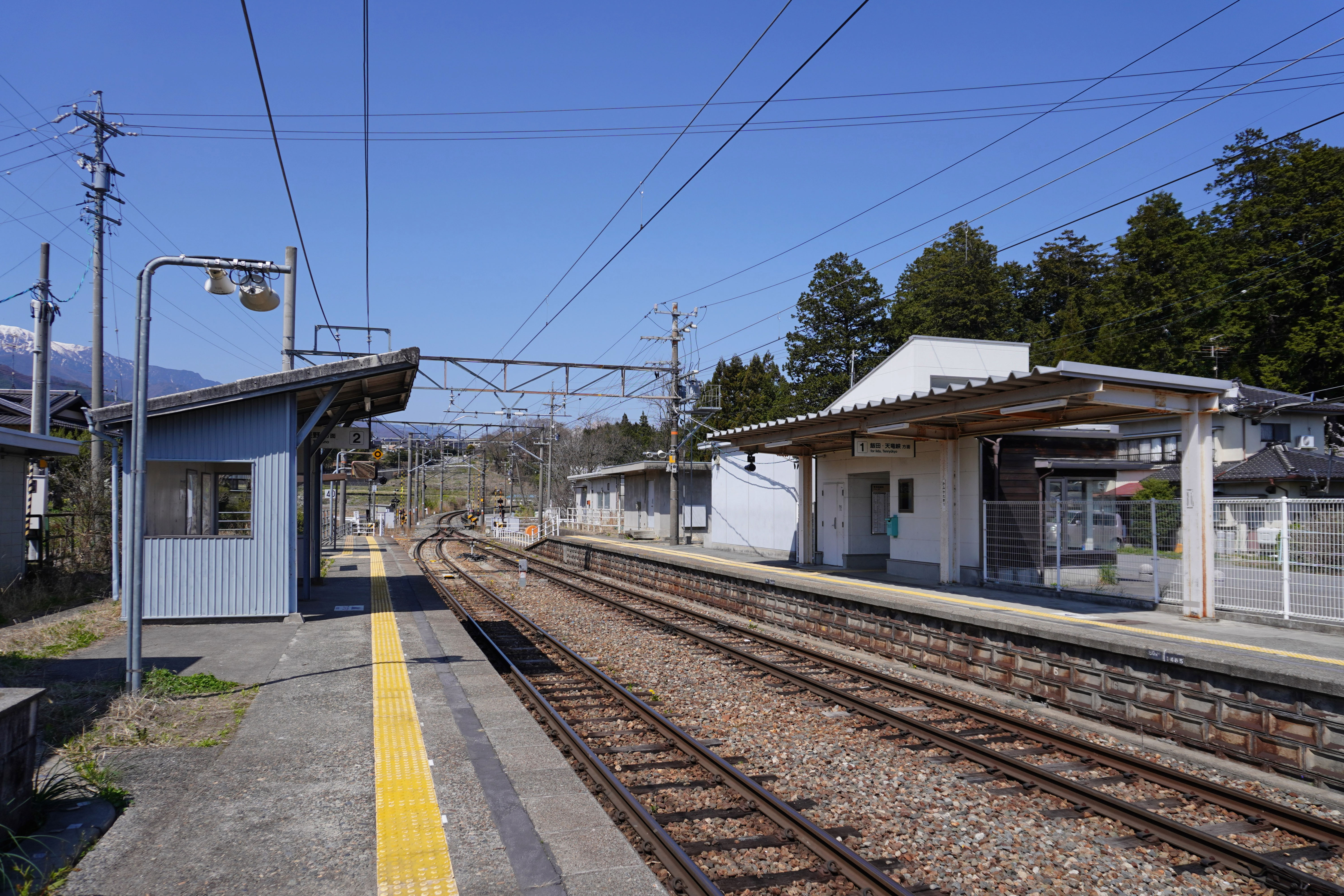
ホーム（2023年4月）
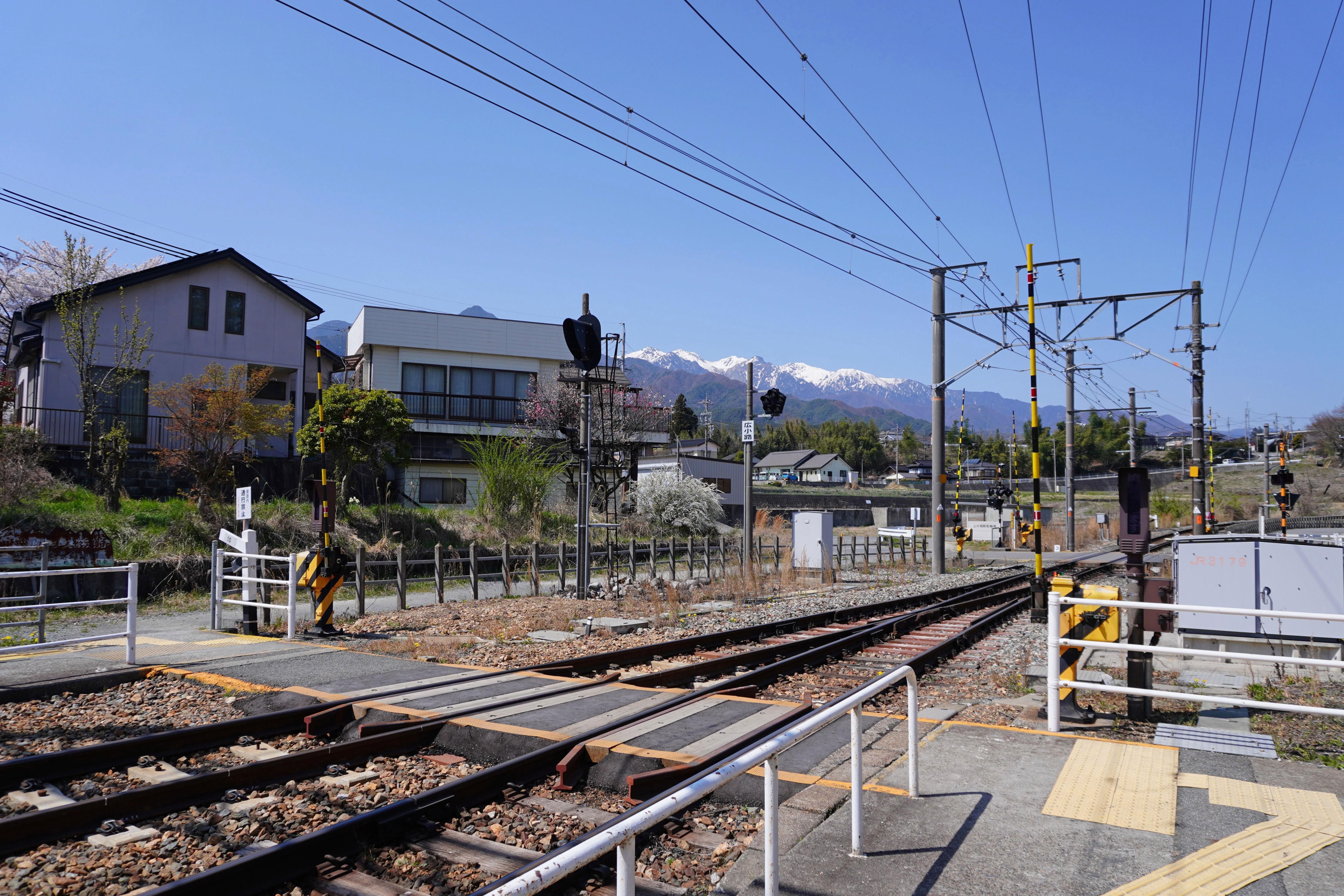
構内踏切（2023年4月）

## 利用状況
「長野県統計書」によると、1日平均乗車人員は以下の通り。
- 2007年度 - 405人[1]
- 2009年度 - 381人[1]
- 2010年度 - 384人
- 2011年度 - 363人
- 2012年度 - 347人
- 2013年度 - 384人
- 2014年度 - 389人
- 2015年度 - 428人
- 2016年度 - 384人[7]
- 2017年度 - 379人[8]
- 2018年度 - 359人[9]

## 駅周辺
- 松川タクシー
- 長野県松川高等学校 - 最寄駅で学生利用が多い[1]
- 太平洋セメント上片桐サービスステーション
- アルプス中央信用金庫上片桐支店
- JAみなみ信州上片桐支所

## 隣の駅
東海旅客鉄道（JR東海）
CD 飯田線
■快速「みすず」
伊那大島駅 - 上片桐駅 - 七久保駅
■普通
伊那大島駅 - 上片桐駅 - 伊那田島駅